# Faro del cabo de Aguer
El faro del cabo de Aguer es un faro situado en el cabo de Aguer, a cuarenta kilómetros al noroeste del puerto de Agadir, en la región de Sus-Masa, Marruecos. Está gestionado por la autoridad portuaria y marítima del Ministère de l'équipement, du transport, de la logistique et de l'eau.

## Historia
Está compuesto por una torre de mampostería redonda con linterna y galería de color blanco. Algunos edificios anexos, como la casa del torrero, se encuentran en un recinto amurallado. El espacio total que ocupa el edificio es de 1806 metros cuadrados.